# 간노 오토
간노 오토(일본어: 菅野 奏音, 2000년 10월 30일 ~ )는 일본의 여자 축구 선수이다.

## 구단 경력
2016년 닛테레 도쿄 베르디 벨레자에 입단하였다.

## 국가대표팀 경력
그녀는 2016년 FIFA U-17 여자 월드컵에 참가할 일본 U-17 국가대표팀에 발탁되었으며, 5경기에 출전, 1득점을 기록했으며 준우승에 기여했다.
2025년 EAFF E-1 풋볼 챔피언십에 참가할 일본 국가대표팀에 발탁되었으며, 7월 13일 대한민국와의 경기에서 데뷔했다.